# Matumbi (groupe)
Pour les articles homonymes, voir Matumbi.
Matumbi est un groupe de reggae anglais originaire de Londres actif entre 1971 et 1982.

## Biographie
Matumbi se forme à Londres en 1971 et est à ce titre un des premiers groupes de reggae issu de l'immigration. Le nom du groupe qui signifie « renaître » en nigérien est aussi le nom d'une langue et d'un peuple de Tanzanie. Ils commencent à donner des concerts sous leur propre nom ou bien comme backing band en accompagnant les vedettes jamaïcaines au cours de leurs tournées anglaises. Ils commencent à rencontrer un certain succès comme en 1973 où, ils volent la vedette aux Wailers programmés en tête d'affiche.
La même année, Matumbi sort plusieurs 45 tours sur des petits labels anglais, puis signe sur Trojan Records. Le succès arrive en 1976 avec le single After Tonight / The Man In Me, (ce dernier titre étant une reprise de Bob Dylan) qui devient la meilleure vente de reggae anglais de l'année. Peu après, Matumbi quitte Trojan pour rejoindre le label Harvest, tandis que plusieurs changement de musiciens s'opèrent au sein du groupe. Un premier album Seven Seals sort en 1978, suivit, la même année à l'invitation de John Peel, le célèbre DJ de la Radio BBC One, de l'enregistrement de deux séances pour l'émission Peel Sessions. Puis Matumbi part en tournée avec Ian Dury and the Blockheads. Leur second album Point Of View rencontre un très grand succès et la chanson titre devient un hit. Ils participent au Concerts for the People of Kampuchea en 1979 bien qu'ils n'apparaissent pas sur l'album.
Le guitariste du groupe Dennis Bovell qui a commencé parallèlement une carrière solo sous le pseudonyme de Blackbeard en sortant deux disques de dub en 1978 et 1980, influence le groupe qui prend le virage du dub pour leur troisième album " Dub Planet Orbit 1 "

## Discographie

### Albums
- Seven Seals (1978), Harvest
- Point of View (1979), EMI
- Dub Planet Orbit 1 (1980), Extinguish
- Matumbi (1981), EMI
- Testify (1982), Solid Groove

Compilations
- The Best of Matumbi (1977), Trojan
- Empire Road - The Best of Matumbi (2001), EMI
- Music in the Air (2005), Trojan

### Singles
- Brother Louie (1972), Trojan
- Wipe Them Out / 	Go Back Home (1972), Trojan
- After Tonight / Dub-In-Deh (1972), Trojan
- Man In Me / Man Size Rocker (Instrumental) (1976), Trojan
- Rock (Part 1) / Rock (Part 2) (June 1978), Harvest
- Empire Road / Black Man (September 1978), Harvest
- Bluebeat & Ska / Sunrise (March 1979), Harvest
- Point of View (Squeeze a Little Lovin' / Pretender (1979), Harvest
- Alive & Kicking / Last Funk (avec GLP Band) (1984), Matumbi Records